# Krchleby (tvrz)
Krchleby jsou zaniklá vodní tvrz v pardubické části města Lány na Důlku. Stávala ve stejnojmenné vesnici připomínané od čtrnáctého století.

## Historie
V roce 1323 je zmiňován Beneš z Krchleb. V roce 1346 je zaznamenán její prodej Janem Žákem z Krchleb Janovi a Jiříkovi z Ohnišťan. Roku 1502 byla prodána městu Chrudim, kterému ale byla v roce 1547 odňata za účast na stavovském odboji. Rok poté jí koupil Jan z Pernštejna a přičlenil k pardubickému panství. Tím ovšem ztratila svou funkci a v sedmnáctém století zanikla. Zbytky tvrziště přetrvaly až do období po druhé světové válce, kdy byly rozorány během kolektivizace. Od roku 1958 je tvrziště kulturní památkou.

## Popis
Tvrz spolu se vsí stála mezi třemi dnes již zaniklými rybníky napájenými Podolským potokem resp. jeho přítoky z nichž jeden nesl název Tvrzný. Jejich vodou bylo možné zatápět obranný příkop obklopující val o vejčitém půdorysu a dokonce i vnitřní prostory tvrze. Vejčitý půdorys objektu je na letecké mapě stále viditelný na jihovýchodním okraji vsi. Uvnitř valu se nacházely dvě nezatápěné vyvýšeniny se dvěma budovami, jednou kulatou a jednou hranatou. Podle představ historiků mohly být obě budovy propojeny dřevěnou lávkou či mostem. Na tvrzišti byl nalezen meč ze 13. nebo 14. století.